# 古里健司
古里 健司（ふるさと けんじ、1963年〈昭和38年〉 - ）は、日本のデザイナー・プロデューサー。デザインユニットネットワーク代表、株式会社シナプス代表取締役、悉皆屋ユナイテッド株式会社代表。北海道・小樽市出身。

## 経歴
ブランディングプロデューサー・グラフィックデザイナー・プロダクトデザイナー・インテリアデザイナー・建築家。伊勢丹等の百貨店・商業施設設計デザイン・ディスプレイVMDデザインや、住宅店舗・学校・病院・ホテルなどの建築デザイン・インテリアデザイン・ウェブデザインを手掛ける。
1988年（昭和63年）デザインユニットネットワークを創設し、クリエーターによる協業体制を構築。その後インターネット創生期からWEBを活用したビジネスなどをプロデュース。
企業CIデザインや富士通・コナミ等の家電・エンターテイメント製品・プロダクト製品のデザインも手がける。また中小企業と地域社会のための活性化プロデュース業なども手掛ける。
2017年に行われたスリランカ国初となるジャパン・エキスポ・プレミア・スリランカ2017を企画・総合プロデュースし3日間で6万人を動員。
スリランカ国・公認親善大使。2022年、香港の多国籍企業「iFREE GROUP」の日本代表に就任。2024年、香港にてANIMA TOKYO（JAPANアニメ&マンガコンテンツを集約したイマーシブストア）の企画・総合プロデュースを手がける。
2024年度より広島のベンチャー企業「droptip株式会社」の会長に就任。日本BS放送のBS11「NEXT company」（第45回「街をRPGの舞台に」：2024年6月5日放送）へ出演。

## 著書

### 共著
- 『プレゼンのためのパソコン導入術』商店建築社、1997年12月。ISBN 4785801565